# Geografias lésbicas
As Geografias Lésbicas são um campo de estudo e uma abordagem acadêmica que exploram as experiências, identidades e relações das mulheres lésbicas no contexto geográfico. Este termo é usado para examinar como as identidades lésbicas são moldadas, vivenciadas e influenciadas pelos espaços físicos, sociais e culturais em que as mulheres lésbicas vivem.

## Descrição
Nas palavras de Browne e Ferreira:
Geografias lésbicas é sobre onde e como indivíduos que se identificam como, alegam ser ou são vistas como “lésbicas” (e mulheres queer) vivem, trabalham e se entretém. É sobre como essas pessoas se encontram em certos lugares e como lidam com os lugares que não são bem-vindas, sujeitas a abusos e a lugares inseguros. Também trata de como a possibilidade de encontrar e criar lugares mudou em resultado das alterações sociais, políticas e legais, especialmente desde o período pós guerra na década de 1950.

### Visão geral
As Geografias Lésbicas surgiram como uma resposta às limitações das geografias sexuais e feministas, que muitas vezes negligenciavam a diversidade das experiências das mulheres lésbicas. Essa abordagem busca preencher essa lacuna, destacando as experiências específicas dessas mulheres e a importância do espaço em suas vidas.[carece de fontes?]
O estudo das Geografias Lésbicas envolve uma variedade de temas, incluindo identidade, comunidade, relações afetivas, sexualidade, acesso a espaços públicos, exclusão e resistência. Os geógrafos lésbicos investigam como as mulheres lésbicas navegam e constroem seu lugar no mundo, bem como as barreiras que enfrentam, como a homofobia e a discriminação.

## História
O campo das Geografias Lésbicas começou a ganhar reconhecimento acadêmico no final do século XX, à medida que as discussões sobre identidade e sexualidade se tornaram mais proeminentes nas ciências sociais. Inicialmente, a abordagem concentrou-se na análise das experiências urbanas das mulheres lésbicas, explorando questões como a criação de espaços lésbicos, o acesso a serviços e a construção de comunidades.[carece de fontes?]
Com o tempo, expandiu seu escopo para incluir uma variedade de contextos geográficos, como áreas rurais, subúrbios e países em diferentes partes do mundo. Essa expansão permitiu uma compreensão mais abrangente das experiências lésbicas em diferentes culturas e sociedades.[carece de fontes?]

## Contribuições e Debates
As Geografias Lésbicas contribuíram significativamente para a compreensão das complexidades das identidades e experiências lésbicas, bem como para a promoção da igualdade e da inclusão. Essa abordagem desafia as normas heterossexuais e fornece um espaço para a voz das mulheres lésbicas na academia.[carece de fontes?]

## Perspectivas Futuras
As Geografias Lésbicas continuam evoluindo como um campo de estudo, à medida que as questões relacionadas à diversidade, inclusão e justiça social ganham cada vez mais destaque na academia. Acredita-se que abordagens interseccionais, que consideram as múltiplas identidades e experiências das mulheres lésbicas, se tornarão mais proeminentes.[carece de fontes?]
Além disso, podem se expandir para explorar as relações entre as experiências lésbicas e as mudanças ambientais, urbanização, migração e outros fenômenos geográficos contemporâneos.[carece de fontes?]